# Libertyville, Alabama
Libertyville là một thị trấn thuộc quận Covington, tiểu bang Alabama, Hoa Kỳ. Dân số năm 2009 là 104 người, mật độ đạt 77 người/km².